# Кэмпбелл, Маргарет, герцогиня Аргайл
Маргарет Кэмпбелл, герцогиня Аргайл (англ. Margaret Campbell, Duchess of Argyll), урожденная Этель Маргарет Уигэм (англ.Ethel Margaret Whigham), в первом браке — Маргарет Суини (англ.Margaret Sweeny), 1 декабря 1912 года — 25 июля 1993 года — шотландская аристократка, светская львица, прославившаяся своим браком в 1951 году и нашумевшим разводом в 1963 году со своим вторым мужем, Иэном Дугласом Кэмпбеллом, 11-м и 4-м герцогом Аргайлом.

## Биография

### Ранние годы
Этель Маргарет Уигэм была единственным ребенком Хелен Манн Ханней и Джорджа Хэя Уигэма. Ее отец, сын шотландского юриста и игрока в крикет Дэвида Дандаса Уигэма, был председателем Celanese Corporation of Britain and North America. Маргарет провела первые четырнадцать лет своей жизни в Нью-Йорке, где она получила частное образование в Hewitt School. О ее красоте много говорили, и у нее были юношеские романы с принцем Али Ханом, миллионером-авиатором Гленом Кидстоном и наследником издательского дома Максом Эйткеном, позже вторым лордом Бивербруком.
В 1928 году будущий актер Дэвид Нивен, которому тогда было 18 лет, имел интимную связь с 15-летней Маргарет во время отпуска в Бембридже на острове Уайт. К ярости отца Маргарет, в результате связи она забеременела. Ее отвезли в лондонский дом престарелых, чтобы сделать тайный аборт. «Начался ад», — вспоминала ее семейная кухарка Элизабет Дакворт. Маргарет не упоминала этот эпизод в своих мемуарах 1975 года, но она продолжала обожать Нивена до самого дня его смерти, была среди VIP-гостей на его панихиде в Лондоне.
В 1930 году Маргарет была представлена ко двору в Лондоне как дебютантка того года.
Вскоре после этого она объявила о своей помолвке с Чарльзом Гаем Фулком Гревиллом, 7-м графом Уориком. Однако свадьба не состоялась, поскольку она предпочла Чарльза Фрэнсиса Суини (1910—1993), американского бизнесмена и любителя гольфа из богатой семьи из Пенсильвании.

### Первый брак
21 февраля 1933 года, после обращения в католичество, Маргарет вышла замуж за Чарльза Фрэнсиса Суини в Бромптонской оратории в Лондоне. Шумиха вокруг ее свадебного платья от Нормана Хартнелла была такова, что движение в Найтсбридже было перекрыто на три часа. До конца своей жизни Маргарет ассоциировалась с гламуром и элегантностью, будучи постоянным клиентом Хартнелла, Виктора Штибеля и Анжелы Деланге до и после Второй мировой войны. Она была одной из ряда светских красавиц, ставших моделями для фотографа мадам Йевонд.
От Суини у Маргарет было трое детей: дочь, которая родилась мертвой на восьмом месяце в конце 1933 года; еще одна дочь, Фрэнсис Хелен (1937—2024; вышла замуж за Чарльза Мэннерса, 10-го герцога Ратленда); сын Брайан Чарльз (1940—2021). До этих беременностей у нее было восемь выкидышей.
В 1943 году Маргарет едва не погибла, упав в шахту лифта. «Я упала с высоты сорока футов на дно шахты лифта», — вспоминала она позже. «Единственное, что меня спасло, был трос лифта, который смягчил мое падение. Должно быть, я схватилась за него, потому что позже выяснилось, что все мои ногти были оторваны. Я, по-видимому, упала на колени и ударилась затылком о стену».

### Внебрачные связи
Брак со Суини распался в 1947 году. После окончания первого брака Маргарет была недолго помолвлена с банкиром из Техаса Джозефом Томасом из Lehman Brothers, но он влюбился в другую женщину, и помолвка была разорвана. У нее также были серьезные романтические отношения с Теодором Руссо, куратором Метрополитен-музея, который, как она вспоминала, был «очень умным, остроумным и самоуверенным до высокомерия». Этот роман также закончился без официального оформления связи парой, поскольку мать двоих детей «боялась, что Тед не годится в отчимы». Тем не менее, она отметила в своих мемуарах: «Мы продолжали постоянно видеться».

### Второй брак
22 марта 1951 года Маргарет стала третьей женой Иэна Дугласа Кэмпбелла, 11-го герцога Аргайла. Позже она писала: «У меня было богатство, у меня была красивая внешность. В молодости меня постоянно фотографировали, обо мне писали, мне льстили, мной восхищались, меня включали в список Десяти самых стильных женщин мира, и Коул Портер упомянул меня в словах своего хита „Ты — вершина“ („You’re the Top“). Вершина — вот кем я должна была быть. Я стала герцогиней и хозяйкой исторического замка. Моя дочь вышла замуж за герцога. Жизнь, казалось, была усыпана розами».
На самом деле, Маргарет не упоминалась в оригинальной версии песни Портера, однако в более позднем англизированном тексте британской версии песни П. Г. Вудхауз изменил две строки с «You’re an O’Neill drama / You’re Whistler’s mama!» на «You’re Mussolini / You’re Mrs Sweeny».
По словам Линдси Спенс, биографа герцогини, герцог Аргайл до свадьбы подделывал документы, в качестве залога предлагая различные предметы из семейного замка Инверэри в обмен на деньги Маргарет, использованные для восстановления родового гнезда, и прослушивал ее машину. Герцогиня сама подделывала письма, чтобы посеять сомнения относительно отцовства сыновей мужа от второго брака, Иэна Кэмпбелла и Колина Кэмпбелла; она даже пыталась заполучить новорожденного ребенка, которого могла бы выдать за законного наследника герцога в обход старших детей, рожденных от бывшей жены.

### Последние годы
Герцогиня написала мемуары «Forget Not», опубликованные W.H.Allen Ltd в 1975 году, которые были негативно оценены, в частности, за хвастовство именами. Она также предоставила свое имя как автора путеводителю по развлечениям. Когда состояние Маргарет Кэмпбелл существенно уменьшилось (в том числе из-за выплат герцогу Аргайлу после развода), она открыла для платных экскурсий свой лондонский дом на Аппер-Гросвенор-стрит, 48, который был декорирован для ее родителей в 1935 году Сири Моэм, известным 1920—1930-х годах британским декоратором, популяризировавшей оформление комнат преимущественно в белом цвете. Экстравагантный образ жизни и необдуманные инвестиции Маргарет Кэмпбелл оставили ее к моменту смерти практически без гроша.

## Образ в культуре
- «Припудрить лицо» (англ."Powder Her Face") — камерная опера, основанная на главных событиях в жизни герцогини. Впервые была представлена на музыкальном фестивале в Челтнеме в 1995 году; музыку написал английский композитор Томас Адес, либретто — писатель Филип Хеншер. Фестиваль совместно с Алмейда Опера, частью Алмейда Театр, выступили заказчиками произведения. В опере герцогиня транслирует образ реальной женщины, преломленный через чувствительность в духе эстетики кэмпа, по замыслу вызывает как сочувствие, так и презрение к ней.
- Развод Маргарет Кэмпбелл с герцогом Аргайлом был экранизирован BBC/Amazon Studios в мини-сериале «Очень британский скандал», написанном Сарой Фелпс и показанном в 2021 году[6][7][8]. Роль герцогини исполнила Клэр Фой.